# Video Italia
Video Italia è stata una rete televisiva italiana nazionale.

## Storia
Il canale iniziò le trasmissioni nel settembre 1998, sulla televisione digitale satellitare, in modalità free to air, e dunque visibile gratuitamente sia in chiaro, sia su una qualsiasi piattaforma satellitare.
Video Italia proponeva svariati video musicali esclusivamente di artisti italiani, basandosi sul modello dell'emittente radiofonica affiliata Radio Italia, di cui era di fatto la controparte televisiva.
Dal 2003, Video Italia è stata disponibile solo a pagamento sulla piattaforma Sky Italia sul canale 712, dove rimase fino al 31 dicembre 2012, ultimo giorno di trasmissioni del canale che cessò di esistere: i contenuti del canale pay sono stati inglobati dal canale free Radio Italia TV, presente sul digitale terrestre.
Video Italia dal 2003 è disponibile solo in Svizzera.

## Personale
Conduttori che trasmettevano su Video Italia:
- Alberto Alfano
- Fiorella Felisatti
- Paola "Funky" Gallo
- Francesco Reale
- Anna Tatangelo
- Mario Volanti

## Loghi

Primo logo di Video Italia usato dal 18 settembre 1998 al 12 gennaio 2006.
Secondo logo di Video Italia usato dal 13 gennaio 2006 al 31 dicembre 2012.